# Gerald Brisco
Floyd Gerald Brisco (Oklahoma City, 19 de setembro de 1946) é um ex-lutador de wrestling profissional norte-americano, mais conhecido por fazer parte da tag team The Brisco Brothers. Foi introduzido no WWE Hall of Fame em 2008.

## No wrestling
- Finishing moves
  - Figure four leglock

- Signature moves
  - Multiple suplex variations
    - Belly to back
    - Double underhook
    - Vertical

  - Sleeper hold

## Campeonatos e prêmios
- Cauliflower Alley Club
  - Outras honrarias (1996)

- Championship Wrestling from Florida
  - NWA Florida Heavyweight Championship (1 vez)[1]
  - NWA Florida Junior Heavyweight Championship (1 vez)[2]
  - NWA Florida Tag Team Championship (8 vezes) - com Jack Brisco[3]
  - NWA Florida Television Championship (1 vez)[4]
  - NWA United States Tag Team Championship (Florida version) (5 vezes) - com Jack Brisco[5]
  - NWA North American Tag Team Championship (Florida version) (2 vezes) - com Jack Brisco[6]
  - NWA Southern Heavyweight Championship (Florida version) (3 vezes)[7]
  - NWA World Junior Heavyweight Championship (1 vez)[8]

- Eastern Sports Association
  - ESA International Tag Team Championship (1 vez) - com Jack Brisco[9]

- Georgia Championship Wrestling
  - NWA Georgia Tag Team Championship (5 vezes) - com Bob Backlund (1), Jack Brisco (2), Ole Anderson (1) e Rocky Johnson (1)[10]
  - NWA Southeastern Heavyweight Championship (Northern Division) (1 vez)1[11]
  - NWA Southeastern Heavyweight Championship (Georgia version) (1 vez)[12]

- Mid-Atlantic Championship Wrestling
  - NWA Atlantic Coast Tag Team Championship (1 vez) - com Thunderbolt Patterson[13]
  - NWA Eastern States Heavyweight Championship (4 vezes)[14]
  - NWA World Tag Team Championship (Mid-Atlantic version) (3 vezes) - com Jack Brisco[15]

- NWA Western States Sports
  - NWA Western States Heavyweight Championship (1 vez)[16]

- Pro Wrestling Illustrated
  - PWI ranked him # 54 of the 100 best tag teams during the "PWI Years" with Jack Brisco in 2003.

- World Wrestling Council
  - WWC North American Tag Team Championship (1 vez) - com Jack Brisco[17]
  - WWC World Junior Heavyweight Championship (1 vez)[18]

- WWE (antes World Wrestling Federation)
  - WWE Hall of Fame (Class of 2008)
  - WWF Hardcore Championship (2 vezes)[19]
  - WWE 24/7 Championship (1 vez)

- Wrestling Observer Newsletter awards
  - Worst Worked Match of the Year (2000) vs. Pat Patterson no King of the Ring em 25 de junho.

1While quase sempre lutou pela Southeastern Championship Wrestling, Brisco venceu o campeonato quando trabalhava para a Georgia Championship Wrestling o que pssibilitou a conquista devido a relação das duas empresas.